# سيباستيان يفبفر
سيباستيان يفبفر هو مغن مؤلف وعازف قيثارة ومغني كندي، ولد في 5 يونيو 1981 في مونتريال في كندا.

## وصلات خارجية
- الموقع الرسمي
- سيباستيان يفبفر على موقع IMDb (الإنجليزية)
- سيباستيان يفبفر على موقع قاعدة بيانات الفيلم (الإنجليزية)